# Bäck och Vång
Bäck och Vång är en tidigare småort i Östra Fågelviks socken i Karlstads kommun, Värmlands län. Vid 2015 års småortsavgränsning hade orten vuxit samman med Böjs småort.